# Bidyara
Bidyara är ett australiskt språk som talades av 20 personer år 1981. Bidyara talas i Queensland. Bidyara tillhör de pama-nyunganska språken.